# إديث كيمبي
كانت إديث هينكلي كيمبي (10 يوليو 1891-11 أكتوبر 1982) باحثة طبية وعالمة فيزياء أمريكية، اشتهرت بأنها إحدى مؤسسي الطب النووي . تضمن عملها تطوير تطبيقات تشخيصية وعلاجية للأشعة السينية. كان أحد اهتماماتها الرئيسية حماية كل من أولئك الذين يتعاملون مع المواد المشعة والتأكد من إعطاء الذين يعالجون أقل جرعة ضرورية.

## النشأة والتعليم
ولدت في 10 يوليو 1891 في روكفورد ، إلينوي . في عام 1912 ، تخرجت من كلية ويتمان في واشنطن بدرجة البكالوريوس في الرياضيات والفيزياء . بعد فترة وجيزة من التدريس في المدرسة الثانوية في نيسا ، أوريغون ، حصلت على زمالة عام 1914 لدراسات درجة الماجستير في جامعة كاليفورنيا والتي حصلت عليها في عام 1916. 

## مهنة وإرث
في عام 1919 انتقلت إلى مدينة نيويورك ، حيث عملت في مستشفى ميموريال للسرطان والأمراض المرتبطة بها كمساعد فيزيائي لـ Gioacchino Failla والذي كان يعد عملا نادرا في عصرها ، أصبحت عالمة فيزيائية مشاركة هناك عام 1932.  استمرت علاقة عملها مع فايلة لمدة أربعين عامًا أخرى. في عام 1942 غادرت مستشفى ميموريال وانضمت إلى مركز البحوث الإشعاعية بقيادة فايلا في كلية الطب في كولومبيا حيث عملت حتى عام 1978. تعمقت أبحاثها في مستشفى ميموريال في تناول الجرعات الآمنة من الإشعاع الطبي ، ومراقبة الطاقة المنبعثة من المواد المحتملة للطب النووي وكذلك كمية الإشعاع التي يمتصها الجسم من مصادر مختلفة ،كما درست إمكانات المواد المشعة المركبة في علاج السرطان وفي تطبيقات البحوث الطبية الأخرى.
في عام 1941عينت في كلية الطب بجامعة كورنيل كأستاذ مساعد في الأشعة . في العام التالي ، أصبحت أستاذًا مشاركًا لفيزياء الإشعاع في كلية الأطباء والجراحين في جامعة كولومبيا . تمت ترقيتها إلى أستاذ عام 1954 ثم تقاعدت عام 1960. 
حصلت إديث على العديد من الجوائز نتيجة لعملها طوال حياتها وشاركت في العديد من الجمعيات العلمية. في عام 1940 ، كانت أول امرأة تحصل على ميدالية جانواي من جمعية الراديوم الأمريكية .  في العام التالي حصلت على الميدالية الذهبية لجمعية الطب الإشعاعي في أمريكا الشمالية الدراسات التي «جعلت كل اختصاصي أشعة مديونا لها .» . انتخبت رئيسة لجمعية الراديوم الأمريكية عام 1954. في عام 1963 كرمتها الكلية الأمريكية للأشعة بميداليتها الذهبية.
كانت من أوائل أعضاء الجمعية الأمريكية لعلماء الفيزياء في الطب .  أنشأت الرابطة الأمريكية لعلماء الفيزياء في الطب جائزة إنجاز مدى الحياة على شرفها.

## أبحاث
في عام 1962 ، أصدرت ورقة بعنوان `` تأثيرات الإشعاع المتأخر في علاج رونتجن لفرط نشاط الغدة الدرقية '' حيث اقترحت إيقاف كل علاج رونتجن ( العلاج الإشعاعي ) حتى تكون لدينا فكرة أفضل عن كيفية تأثير هذا النوع من العلاج على المرضى على المدى الطويل.

## الحياة الشخصية
كانت واحدة من ثلاثة أطفال لأرثر س. هينكلي ، مزارع ومهندس معماري ، وهارييت هينكلي ، تزوجت من شيرلي ليون كويمبي في عام 1915.

## المنشورات
- Quimby، E.H.؛ Werner، S.C. (1949)، "Late radiation effects in Roentgen therapy for hyperthyroidism"، JAMA، ج. 140، ص. 1046–1047، DOI:10.1001/jama.1949.02900470050018
- Glasser، O.؛ Quimby، E. H.؛ Taylor، L. S.؛ Weatherwax، J. L. (1944)، Physical Foundations of Radiology، New York: Hoeber (translated into Spanish by oncologist Maruja Clavier)